# José Hernández (bokser)
José Hernández – meksykański bokser, brązowy medalista Igrzysk Ameryki Środkowej i Karaibów z roku 1935.